# Solanum incompletum
Solanum incompletum là một loài thực vật hiếm có hoa thuộc chi Cà, được biết đến với tên gọi phổ biến là popolo có gai hay popolo ku mai (tên địa phương). Đây là loài đặc hữu của bang Hawaii, cụ thể là các đảo Maui, Lanai, Kauai, Molokai và Hawaii. Môi trường sống của S. incompletum đang dần bị phá hủy và suy thoái. S. incompletum được liệt kê vào danh sách những loài nguy cơ bị tuyệt chủng của Hoa Kỳ.

## Mô tả
S. incompletum là một cây bụi cao tới 3 mét. Thân và lá của nó được bao phủ bởi những cái gai lớn màu đỏ. Hoa có 5 cánh, hình ngôi sao, màu trắng muốt, nhị màu vàng. S. incompletum thường sinh trưởng dưới những tán rừng và xen lẫn trong những đám cây bụi, xung quanh những ngọn núi lửa.

## Bị đe dọa
S. incompletum đang bị tàn phá bởi những động vật móng guốc như heo rừng, dê rừng và cừu Mouflon. Thêm vào đó, hai loài xâm lấn Pennisetum setaceum và Kalanchoe delagoensis đã lấn át môi trường sống của nó.
S. incompletum đã biến mất khỏi các đảo Maui, Lanai, Kauai và Molokai. Hiện nó đang bị đe dọa tại đảo Hawaii, khi những năm gần đây, các nhà khoa học phát hiện số lượng cá thể của S. incompletum trở nên ít hẳn đi. Ước tính có khoảng hơn 30 cá thể được tìm thấy trên đảo. Nhiều cá thể đã được đưa đến một môi trường sống thích hợp hơn để nhằm mục đích bảo tồn.
S. incompletum rất khó để tái tạo nếu bị tuyệt chủng, vì hoa của nó không sản sinh nhiều hạt giống, có lẽ là do sự tuyệt chủng của các loài thụ phấn.

## Thư viện ảnh

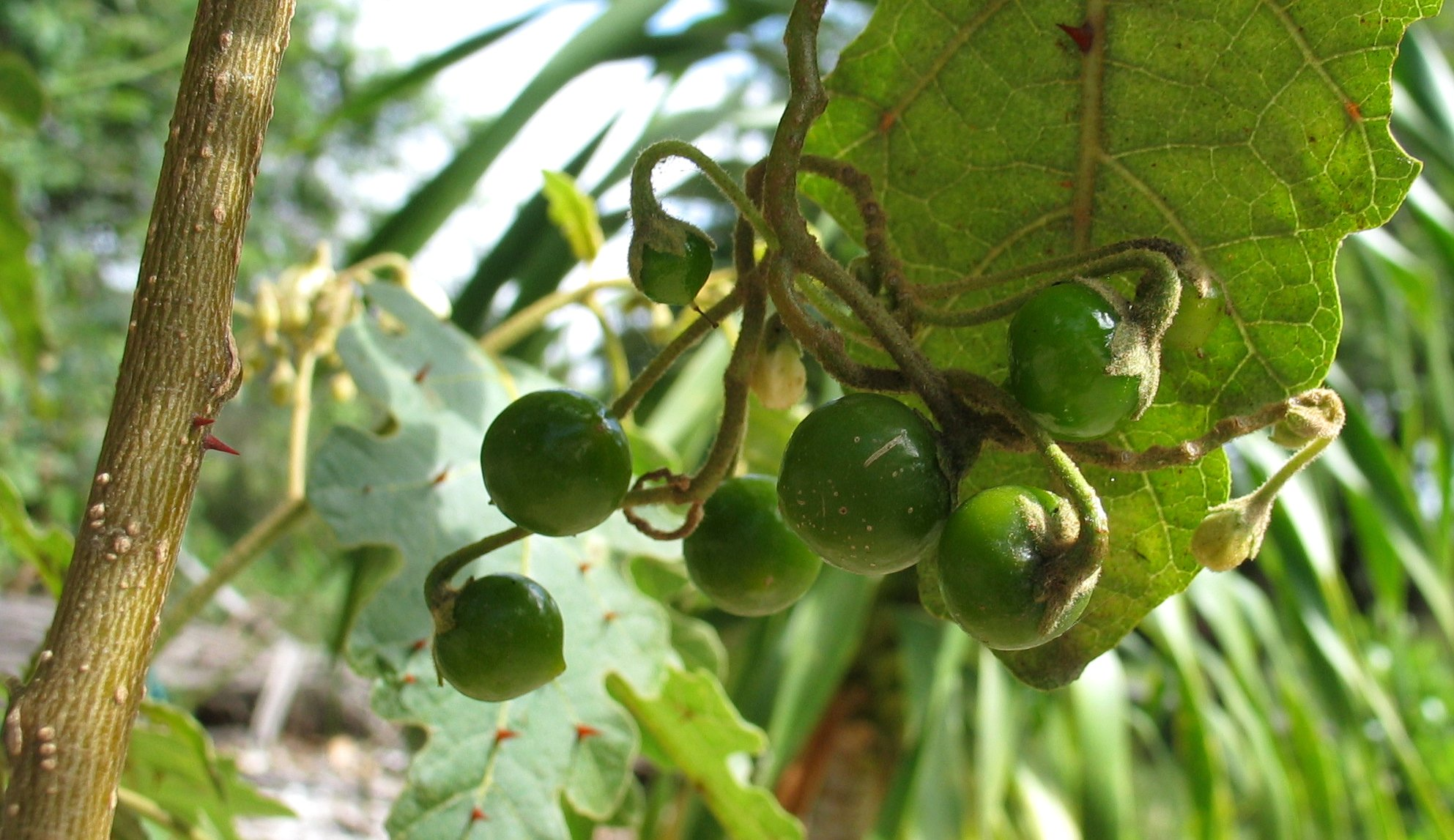
Quả của S. incompletum.
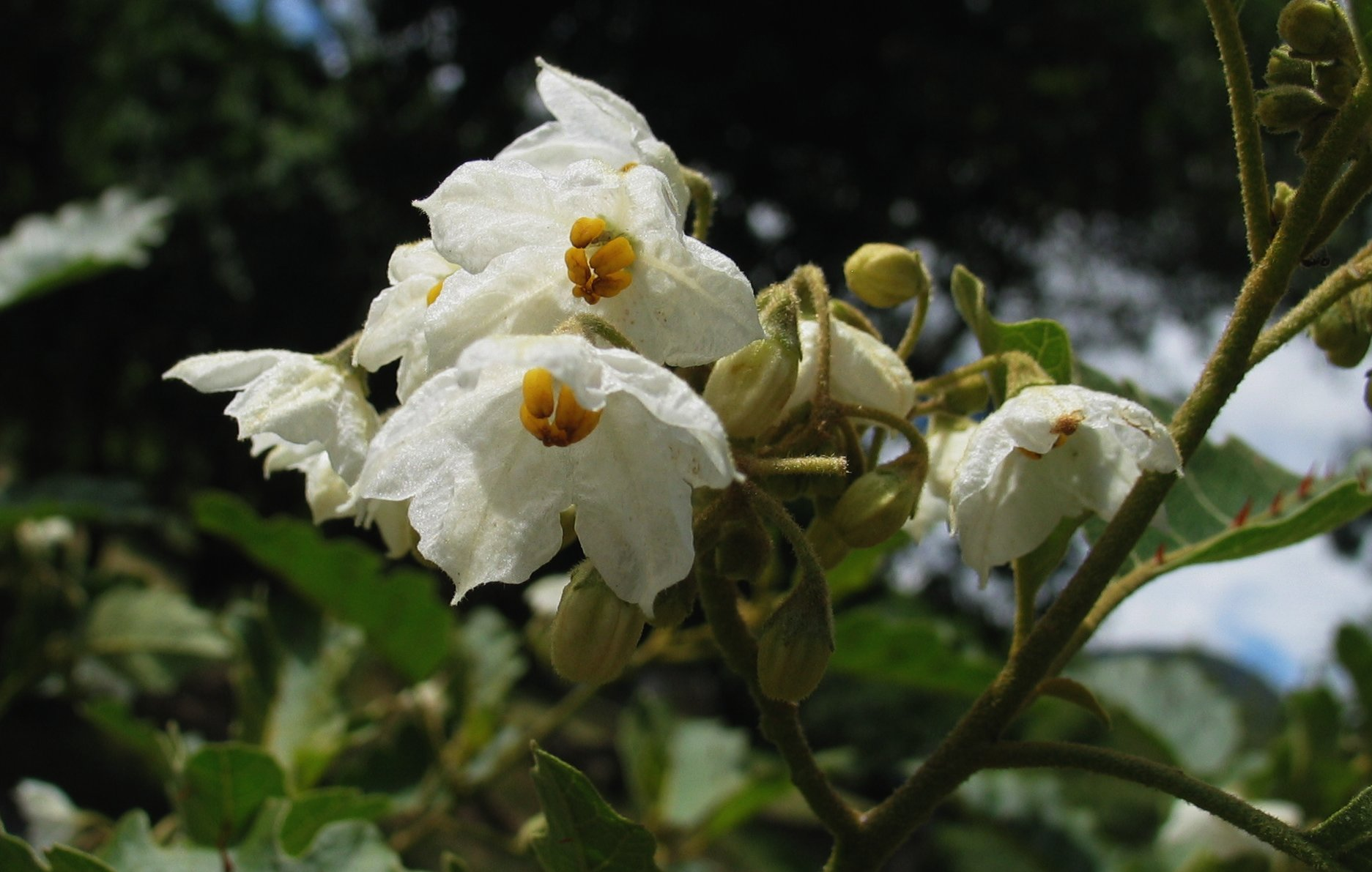
Hoa của S. incompletum.